# Iora à queue blanche
Aegithina nigrolutea
Espèce
Statut de conservation UICN

 LC  : Préoccupation mineure
Le iora à queue blanche (Aegithina nigrolutea) est une espèce d'oiseau appartenant à la famille des Aegithinidae.
Le statut du iora à queue blanche a été débattu et il n'a obtenu le statut d'espèce que récemment. Il était considéré auparavant comme une sous-espèce du Petit Iora.
L'espèce pratique une parade nuptiale semblable à celle du petit iora. La période de reproduction a lieu de juin à août et de petits nids sont construits dans les buissons. On présume qu'elle est sédentaire, mais on sait peu de choses sur cette espèce.

## Répartition
Il vit en Inde et au Sri Lanka.